# Tehuelches (departement)
Tehuelches is een departement in de Argentijnse provincie Chubut. Het departement (Spaans:  departamento) heeft een oppervlakte van 14.750 km² en telt 5.159 inwoners.

## Plaatsen in departement Tehuelches
- Aldea Shaman
- Alto Río Pico
- Arroyo Arenoso
- Doctor Atilio Oscar Viglione o Las Pampas
- Gobernador Costa
- José de San Martín
- Lago Vintter
- Laguna Blanca
- Nueva Lubecka
- Putrachoique
- Rio Frias
- Río Pico